# 佛国寺站
佛國寺站（：／ Bulgoksa yeok */?）是東海線沿線的一座鐵路車站，位於韓國慶尚北道慶州市佛國洞，於2021年末關閉。

## 歷史
- 1918年11月：落成啟用。
- 2016年12月30日：東海南部線编入东海本线，並迁至距起点站（釜山镇站）98.0公里处[1][2]。
- 2021年12月28日：廣域電鐵東海線第二階段複線電氣化工程完工通車，本站關閉停用。

## 車站周邊
- 佛國寺
- 石窟庵

## 相鄰車站
韓國鐵道公社
東海線
竹東－佛國寺－東方